# Un duel
Un duel est une nouvelle de Guy de Maupassant, parue en 1883.

## Historique
Un duel est initialement publiée dans la revue Le Gaulois du 14 août 1883, puis dans le recueil posthume Le Colporteur en 1900.

## Résumé
La Guerre franco-allemande de 1870 est terminée pour la France, et pour M. Dubuis. Il a été garde national à Paris, mais il n’a pas vu un seul Prussien. Aussi, est-il particulièrement humilié d’avoir à subir les réflexions vantardes d’un officier prussien dans le train qui les mène vers la Suisse.
Dans le compartiment, il y a là deux Anglais qui viennent faire du tourisme militaire. Le Prussien ordonne à M. Dubuis d’aller lui chercher du tabac. Ce dernier refuse, et quand le Prussien veut lui arracher la moustache, il le frappe. L’officier lui propose un duel et, contre toute attente, M. Dubuis, qui touche un pistolet pour la première fois de sa vie, tue l’officier.

## Éditions
- Un duel, dans Maupassant, Contes et Nouvelles, volume I, texte établi et annoté par Louis Forestier, éditions Gallimard, Bibliothèque de la Pléiade, 1974  (ISBN 978-2-07-010805-3).